# آکواریوم بارسلون
آکواریوم بارسلون (به کاتالان: Aquàrium de Barcelona) یک آکواریوم واقع در بارسلون، کاتالونیا، اسپانیا است. این مرکز با ۳۵ آکواریوم دارای ۱۱٬۰۰۰ جانور از گونه است. حجم این آکواریوم ۵٬۰۰۰٬۰۰۰ لیتر است.

یکی از بخش‌های این آکواریوم که به پلانتا آکوآ معروف است، نمایشگاهی دائمی از حیواناتی چون پنگوئن است. بخشی از این آکواریوم به نگه‌داری و نمایش آبزیان تعلق دارد. در این آکواریوم بخش‌هایی به شناخت و آناتومی آبزیان تعلق دارد. همچنین در ساعات خاصی از روز بازدیدکنندگان می‌توانند شاهد غذا دادن به این آبزیان باشند.